# Pechipogo obsoleta
Pechipogo obsoleta är en fjärilsart som beskrevs av Barend J. Lempke 1949. Pechipogo obsoleta ingår i släktet Pechipogo och underfamiljen sprötflyn till familjen näbbflyn. Inga underarter finns listade i Catalogue of Life.